# Żelazko (Tatry)

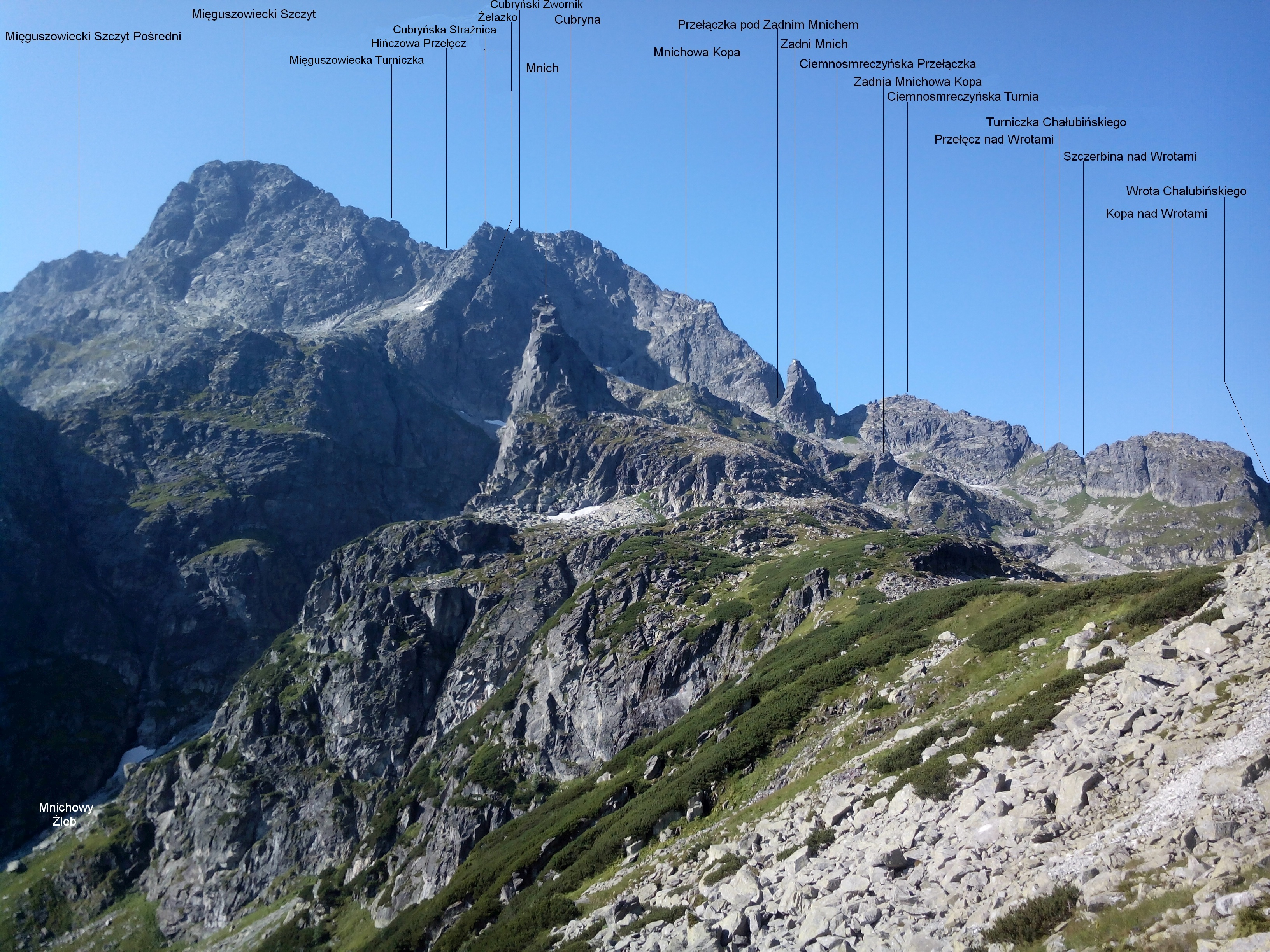
Żelazko wśród opisanych obiektów

Żelazko (niem. Bügeleisen, słow. Žehlička, węg. Vasaló) – wznosząca się na wysokość około 2200 m n.p.m. turniczka w zachodniej ścianie Cubryny w Tatrach Polskich. W kierunku zachodnim odchodzi od niej grzęda, która wraz z Mnichową Kopą i jej zachodnim wałem oddziela Zadnią Galerię Cubryńską od Mnichowego Piargu, a w północnym kierunku tworzy silnie zerodowaną grzędę łączącą się z Mnichem. Zdaniem Władysława Cywińskiego byłby to dowód na to, że Mnich nie jest oderwanym, samotnym szczytem, jak uważają niektórzy.
W. Cywiński w 2001 r. pisał, że nazwa turniczki znana jest już od około 30 lat i pochodzi od tego, że w widoku od północy swoim kształtem jest bardzo podobna do żelazka. Północna ściana Żelazka ma wysokość około 170 m i opada na Małą Galerię Cubryńską. Zachodnim filarkiem i północną granią po raz pierwszy przeszli Maria Mitkiewiczowa i Ryszard Wiktor Schramm 15 sierpnia 1953 r. (I, miejscami II w skali UIAA, 1 godz.). Gdzieś w połowie swojej wysokości turniczka poprzecinana jest kilkoma wąskimi zachodami. Zachodzikami tymi prowadzi Droga Świerza.